# Gmina Olofström
Gmina Olofström (szw. Olofströms kommun) – gmina w Szwecji, w regionie Blekinge, siedzibą jej władz jest Olofström.
Pod względem zaludnienia Olofström jest 163. gminą w Szwecji. Zamieszkuje ją 13 524 osób, z czego 49,47% to kobiety (6690) i 50,53% to mężczyźni (6834). W gminie zameldowanych jest 865 cudzoziemców. Na każdy kilometr kwadratowy przypada 34,59 mieszkańca. Pod względem wielkości gmina zajmuje 205. miejsce.